# Telstar (manzana)
Telstar es el nombre de una variedad cultivar de manzano (Malus domestica). 
Un híbrido de manzana diploide de Parental-Madre 'Golden Delicious' y polen de Parental-Padre 'Kidd's Orange Red', creado en 1934 en Greytown, Wairarapa, Nueva Zelanda por JH Kidd. Fue nombrado en 1965. Las frutas tienen una pulpa firme y áspera con un sabor dulce, ligeramente ácido y rico.

## Historia
'Telstar' es una variedad de manzana, híbrido de manzana diploide de Parental-Madre 'Golden Delicious' y polen de Parental-Padre 'Kidd's Orange Red', creado en 1934 en Greytown town, Wairarapa Valley, Nueva Zelanda por James Hutton Kidd, y fue nombrado en 1965.
'Telstar' está cultivada en diversos bancos de germoplasma de cultivos vivos tales como en National Fruit Collection (Colección Nacional de Fruta) de Reino Unido con el número de accesión: 1961-068 y nombre de accesión 'Telstar'

## Características
'Telstar' es un árbol de un vigor moderadamente vigoroso. Tiene un tiempo de floración que comienza a partir del 8 de mayo con el 10% de floración, para el 13 de mayo tiene una floración completa (80%), y para el 20 de mayo tiene un 90% caída de pétalos.
'Telstar' tiene una talla de fruto de pequeño a medio; forma redondeado con una altura de 59,00 mm y una anchura de 68,00 mm; con nervaduras medias; epidermis tiende a ser dura suave con color de fondo es amarillo dorado con un sobre color rojo lavado, y marcado con rayas más oscuras, importancia del sobre color medio-alto, y patrón del sobre color rayado / chapa, algunas manchas de ruginoso-"russeting", especialmente alrededor de la cavidad del tallo, presenta algunas pequeñas lenticelas, ruginoso-"russeting" (pardeamiento áspero superficial que presentan algunas variedades) bajo; cáliz es medio y abierto, asentado en una cuenca con paredes plisadas estrecha y poco profunda; pedúnculo es de largo a medio y de un calibre medio, colocado en una cavidad profunda y estrecha; carne es de color crema, de grano grueso, firme, de sabor jugoso y muy dulce con un poco de acidez y meloso.
Su tiempo de recogida de cosecha se inicia a principios de octubre. Se mantiene bien hasta dos meses en cámara frigorífica.

## Usos
Una excelente manzana para comer en postre de mesa, también utilizada para cocinar. Hace excelentes jugos de manzana.

## Ploidismo
Diploide, autoestéril. Grupo de polinización: D, Día 13.